# Штрумпфови (ТВ серија из 1981)
Штрумпфови (енгл. Smurfs) су цртана серија снимана по белгијском стрипу о малим плавим бићима која живе у шуми. Аутор овог цртаног филма и стрипова је цртач стрипова, Пјер Кулифор познатији као Пејо. Радњу овог цртаћа врше сами Штрумпфови који имају своје село у шуми. Многи зликовци покушавају да их ухвате, али они увек успеју да се избаве из невоље. У свету где се одвија радња постоје многа чаробна бића, и добра и зла, која у правом животу не постоје.

## Радња
Главну радњу овог цртаћа прате многобројне авантуре Штрумпфова. Штрумпфови су мала плава бића величине три просечне јабуке која живе у малом селу у шуми. Вођа штрумпфова је најмудрији штрумпф у селу Велики Штрумпф који за разлику од осталих штрумпфова носи црвене панталоне и капу. Сваки штрумпф у селу има своју улогу, на пример, Штрумпфета залива цвеће, Фармер узгаја биљке, Чекићар је главни мајстор у селу, Кројач шије капе и одела... Штрумпфови су познати и по томе што се помоћу њих од олова прави злато. Наравно доста зликоваца то жели да искористи и покушава да их ухвати. Неки од најчешћих зликоваца су Гаргамел, Азраел, Мрвица, Дрндара, Злоћеха, Балтазар, Краљ Бурлуш и његова војска брадавичастих жаба... У шуми у којој живе штрумпфови постоје многа чаробна места и створења. Од створења се најчешће примећују виле и вилењаци, као и џинови. Једну од битнијих улога има породица од три џина, а то су Њупаџија који воли да једе и увек је гладан као и његова жена Њоњара и син Стопалко. У селу штрумпфова живе и њихови љубимци-пријатељи: Куца и Трумпић који изгледа као мали розе медведић. Роде су најбоље пријатељице штрумпфова, а једна од њих је Перушка која их често превози на својим леђима. Омиљена храна штрумпфова су штрумпфбобице.

## Епизоде
| Сезона | Сезона | Сегменти |
| ------ | ------ | -------- |
|        | 1      | 40       |
|        | 2      | 48       |
|        | 3      | 56       |
|        | 4      | 49       |
|        | 5      | 40       |
|        | 6      | 60       |
|        | 7      | 65       |
|        | 8      | 24       |
|        | 9      | 38       |

## Ликови

### Главни ликови
- Велики Штрумпф је вођа Штрумпфова и препознатљив је по својој црвеној одећи и бујној седој бради. Много је старији од свих Штрумпфова, осим Деке и Баке Штрумпф. Штрумпфови се обраћају Великом Штрумпфу када су у невољи. Велики Штрумпф је вешт у прављењу напитака и бацању чини.
- Штрумпфета је женски Штрумпф коју је од глине створио зли чаробњак Гаргамел да му помогне да зароби Штрумпфове. Првобитно је имала црну косу, али је постала плавуша када ју је Велики Штрумпф претворио у правог Штрумпфа.
- Дека Штрумпф је најстарији штрумпф у селу. Он је у доба Великог Штрумпфа био вођа штрумпфова. Иако је стар он је у одличној форми, поготово због тога што је пропутовао цео свет.
- Кефало сматра себе најинтелигентнијим Штрумпфом и стручњаком за све, иако је његово стварно знање упитно у најбољем случају, а његови покушаји често доводе до још више проблема. Он је помоћник Великог Штрумпфа, због чега мисли да је други по важности. Лако препознатљив по великим наочарима које носи. Кефало записује своје доживљаје и мисли у томове књига под називом „Цитати Штрумпфа Кефала“. Штрумпфови најчешће реагују на његова паметовања тако што га буквално избаце из села. Његов најбољи пријатељ је Трапавко.
- Трапавко је смотани, али пријатељски настројен Штрумпф. Његов најбољи пријатељ је Кефало. Одликује га широка одећа, која још више доприноси његовој трапавости. Његов хоби је сакупљање камења.
- Штрумпфић је беба штрумпф и с тиме и најмлађи штрумпф у селу. Њега је донела рода у трећој сезони. Препознатљив је и по својој звечки коју стално носи са собом. Његова прва реч је била Гаргамел што је већина штрумпфова сматрало лоше, али је Велики Штрумпф рекао да је то пут до правог вође.
- Грубер је невероватно снажан и често ради много тешке послове у селу. Има на свом рамену тетовирано срце које је прободено стрелом. Његова омиљена занимација је дизање тегова, а такође често ишутира Кефала из села. Његов најбољи пријатељ је Куцкало.
- Чекићар је главни мајстор у селу, познат по својим техничким изумима. Препознатљив је по томе што носи комбинезон, визир на капи и оловку за уветом. Најбољи пријатељ му је Грубер.
- Грицко је кувар. Препознатљив је по својој куварској капи. Омиљена Грицкова активност је припремање посластица, које најчешће сам поједе.
- Мргуд је цинична прзница међу Штрумпфовима. Његова узречица је „Мрзим (нешто што је неко претходно поменуо)". Мргуд обично има мрзовољан поглед лица. Упркос својој мрзовољи, Мргуд има меко срце за Бебу Штрумпфа и Штрумпфиће.
- Дивча је штрумпф којије живо у природи док га нису нашли. Носи капу од лишћа по којој је препознатљив и не зна да прича језиком штрумпфова и људи већ само језицима животиња.
- Гаргамел је зли чаробњак који откако је био млад покушава да ухвати штрумпфове иако му ниједан од планова не успе. Први циљ хватања штрумпфова му је био да би их скувао и појео, али је сазнао да од њих може да направи злато па му је то сада циљ.
- Азраел је Гаргамелов зли мачак који жели да поједе штрумпфове. У једној епизоди се схвата да је он из краљевске породице, али га сви надаље још увек третирају као обичну мачку.
- Мрвица је дечак који постаје Гаргамелов шегрт.

### Споредни ликови
- Лицко је нарцисоидни Штрумпф, заљубљен у самог себе. Препознатљив је по розе цвету на својој капи и огледалу које носи да се огледа у њему.
- Мазало је сликар са Француским нагласком. Он своје радове готово увек назове Ремек Делом.
- Сморко је Штрумпф који већину времена спава, дешава се да заспи док треба да обави нешто важно за село па то не учини на време.
- Свирко је Штрумпф који обожава да свира своју трубу, иако није нимало успешан и нервира остале Штрумпфове.
- Шаљивко је весели Штрумпф који обожава да смишља шале и трикове. Он скоро увек користи исту шалу: кутију украшену машном коју понуди својим жртвама као изненађење или поклон. Кутија експлодира када је прималац отвори, ослобађајући пуно дима који поцрни жртвино лице.
- Шкрабало је песник, а Штрумпфета га је у једној епизоди окарактерисала као јединог Штрумпфа који може да је усрећи.
- Сањалица је Штрумпф који живи у свом свету маште. Најпознатији је по епизоди у којој постаје Астроштрумпф и посећује фиктивну планету. Често је приказан као капетан брода „Штрумпф II".

## Српске синхронизације

### РТБ
На подручју бивше СФРЈ од 1983. године, приказивали су се у више наврата синхронизовани цртани филмови. Првобитну синхронизацију обрадила је ТВ Београд, а гласове Штрумпфовима позајмили су Никола Симић, Мића Татић, Тамара Павловић, Љубиша Бачић, и други познати српски глумци.

### РТС
1996. године урађена је РТС-ова синхронизација од 42 епизоде (сезоне 7 и 8). Гласове су позамили: Драган Вујић, Валентина Павличић, Душко Радовић, Ненад Ненадовић и други.

### Б92
Од 2011. године, актуелна је нова синхронизација телевизије Б92. Ресинхронизоване су све епизоде до краја, изузев сезоне 7 и 8. Гласове су позајмили: Младен Андрејевић, Димитрије Стојановић, Марија Маша Дакић, Милан Антонић, Паулина Манов, Ђорђе Лукић. 

### Призор
2011. године студио Призор је радио још једну синхронизацију за DVD издања фирме Миленијум филм и видео, доста лошијег квалитета у односу на Б92. Синхронизовано је само 30 епизода, већином из прве сезоне, мада мешано из целог серијала.

### Занимљивости
- Постоје различита имена за различите ликове у српским синхронизацијама (нпр. Чекићар — Мунђа; Поспанко — Луфтика, итд).

## Улоге
| Име лика         | Глумац |
| ---------------- | ------ |
| Велики Штрумпф   |        |
| Дека Штрумпф     |        |
| Штрумпфета       |        |
| Кефало           |        |
| Трапавко         |        |
| Грубер           |        |
| Чекићар (Мунђа)  |        |
| Грицко           |        |
| Мргуд            |        |
| Дивча            |        |
| Шаљивко          |        |
| Мазало           |        |
| Лицко            |        |
| Сморко (Луфтика) |        |
| Свирко           |        |
| Гаргамел         |        |
| Мрвица           |        |
| Балтазар         |        |
| Дрндара          |        |
| Злоћеха          |        |
| Мајка Природа    |        |
| Отац Време       |        |
| Добривоје        |        |